# Kim Junghyuk

Kim Jung-hyuk (1971) es un escritor coreano.

## Biografía
Nacido en Kimcheon, provincia de Gyeongsang del Norte en 1971, Kim Junghyuk ha escrito reseñas literarias para una tienda de libros en línea, y también ha sido columnista de música en una revista de cultura pop y articulista de una revista de la industria de la hostelería. Tiene interés por varios campos además de literatura. Dibujó él mismo las ilustraciones para sus recopilaciones de relatos y trabaja como dibujante autónomo.
En sus historias aparecen personajes con personalidades singulares o trabajos curiosos: un "inventor conceptual" que se encierra en un sótano e inventa conceptos inútiles; un hombre que deambula en busca de "Banana, Inc." con un mapa que dejó un amigo que se suicidó; un topógrafo que buscar dirección en su vida usando un mapa esquimal de madera; etc.
Sus relatos se encuentran en la periferia de la literatura coreana y se centran de forma casi maníaca en los objetos. Su fijación por los objetos en vez de por los personajes es muy poco usual en la ficción coreana.[cita requerida]

## Obras en coreano (lista parcial)
Antologías de cuentos
- Noticias de pingüinos (2000)
- Biblioteca de instrumentos musicales (2008)
- Planta baja subsuelo (1F/B1) (2012)

Novelas
- Zombis (2010)
- Señor Monorriel (2011)
- Su sombra es Lunes (2014)
- Abrazos de brazos falsos (2015)
- Soy un chiste (2016)

Ensayos
- Final feliz sin planes (2010)
- Algo habrá de suceder (2011)
- Todo es música (2013)
- Hecho en fábricas (2014)
- Novelas que amamos (2014)
- Libros que interpelan (2016)

## Premios
En 2008, su relato corto “Offbeat D” ganó el segundo premio Kim Yujeong de literatura.